# Amanieu VI van Albret
Amanieu VI van Albret (overleden rond 1255) was van 1209 tot aan zijn dood heer van Albret. Hij behoorde tot het huis Albret.

## Levensloop
Amanieu VI was de zoon van heer Amanieu V van Albret. In 1209 werd hij in opvolging van zijn vader heer van Albret.
Hij nam deel aan de Albigenzische Kruistocht en was in 1210 betrokken bij het Beleg van Termes. Bij het conflict tussen Frankrijk en Engeland was hij aanvankelijk een bondgenoot van de Engelsen, maar in december 1253 sloot hij tijdens een revolte van de Gascoonse adel tegen de Engelse koning, waarvan hij een van de aanvoerders was, vrede met koning Lodewijk IX van Frankrijk. Niet veel later, in augustus 1254, sloot koning Hendrik III van Engeland opnieuw vrede met zijn vazallen in Gascogne, waaronder Amanieu. 
Hij stierf rond 1255.

## Huwelijken en nakomelingen
Amanieu VI was tweemaal gehuwd. Zijn eerste echtgenote was Assalide, dochter van burggraaf Arnold Raymond van Tartas. Ze kregen minstens een kind: Amanieu VII (overleden rond 1272), die zijn vader zou opvolgen als heer van Albret.
Uit zijn tweede huwelijk met Isabella, dochter van heer Eli Rudel van Bergerac, werd ook minstens een kind geboren: een zoon genaamd Berard, die rond 1270 stierf.